# Marc Zamichiei
 (janvier 2022).
La mise en forme du texte ne suit pas les recommandations de Wikipédia : il faut le « wikifier ».
Les points d'amélioration suivants sont les cas les plus fréquents :
- Les titres sont pré-formatés par le logiciel. Ils ne sont ni en capitales, ni en gras.
- Le texte ne doit pas être écrit en capitales (les noms de famille non plus), ni en gras, ni en italique, ni en « petit »…
- Le gras n'est utilisé que pour surligner le titre de l'article dans l'introduction, une seule fois.
- L'italique est rarement utilisé : mots en langue étrangère, titres d'œuvres, noms de bateaux, etc.
- Les citations ne sont pas en italique mais en corps de texte normal. Elles sont entourées par des guillemets français : « et ».
- Les listes à puces sont à éviter, des paragraphes rédigés étant largement préférés. Les tableaux sont à réserver à la présentation de données structurées (résultats, etc.).
- Les appels de note de bas de page (petits chiffres en exposant, introduits par l'outil «  Source ») sont à placer entre la fin de phrase et le point final[comme ça].
- Les liens internes (vers d'autres articles de Wikipédia) sont à choisir avec parcimonie. Créez des liens vers des articles approfondissant le sujet. Les termes génériques sans rapport avec le sujet sont à éviter, ainsi que les répétitions de liens vers un même terme.
- Les liens externes sont à placer uniquement dans une section « Liens externes », à la fin de l'article. Ces liens sont à choisir avec parcimonie suivant les règles définies. Si un lien sert de source à l'article, son insertion dans le texte est à faire par les notes de bas de page.
- La présentation des références doit suivre les conventions bibliographiques. Il est recommandé d'utiliser les modèles {{Ouvrage}}, {{Chapitre}}, {{Article}}, {{Lien web}} et/ou {{Bibliographie}}. Le mode d'édition visuel peut mettre en forme automatiquement les références.
- Insérer une infobox (cadre d'informations à droite) n'est pas obligatoire pour parachever la mise en page.

Pour une aide détaillée, merci de consulter Aide:Wikification.
Si vous pensez que ces points ont été résolus, vous pouvez retirer ce bandeau et améliorer la mise en forme d'un autre article.
Marc Zamichiei est un dirigeant syndical, politique et d'entreprise français du XXe siècle, qui a dirigé les luttes sociales à Nancy pendant les événements de Mai 68 après avoir été le premier fils de mineur italien de la région à intégrer l'université.

## Biographie
Marc Zamichiei est issu de l'immigration italienne des années 1920: sa famille est venue trouver du travail dans le bassin des mines qui fournissent en matière première la sidérurgie lorraine. Il est né à Mont-Bonvillers en 1948, dans le Pays-Haut lorrain  de Briey, en Meurthe-et-Moselle, 3 ans après le retour de déportation de son père, qui travaille ensuite à  la mine de Murville à Mont-Bonvillers.
Lycéen à Longwy puis étudiant en Droit à Nancy à partir de 1966, il s'éveille à la vie syndicale et politique lors de la grève de 1966 contre la fermeture de la mine de Murville où travaille son père. Militant communiste, il devient vice-président puis président (mai à décembre 1968) de l'association générale des étudiants nancéiens (AGEN), branche locale de l'UNEF, qu'il anime avec Jean-Marie Barbier, pendant les événements de Mai 68, succédant à René Franon (président de 1967 à mai 1968). Dominée par l'Union des étudiants communistes, l'UNEF publie un communiqué de soutien dès la manifestation du 5 mars des résidences universitaires de Nancy contre le règlement interdisant les visites des étudiants dans les chambres des étudiantes.
Le 6 mars 1968, il préside le meeting qui fait salle comble, dans l'un des principaux dancings de l'époque, le Rex à Nancy, situé sous le cinéma Rio, sur fond de grève des cours des étudiants contre les violences policières, suivie par 9 étudiants sur 10. Ce meeting, organisé avec les syndicats ouvriers, a débouché sur une manifestation de 5 000 personnes, qui se disperse sans incidents place Saint-Jean et lance tout le mouvement de Mai 68 à Nancy.
Secrétaire permanent du comité de ville de Nancy du PCF, il est élu dès l'âge de 24 ans comme l'un des plus jeunes conseillers généraux de France, en 1973, dans le canton minier d'Audun-le-Roman. En 1982, après les combats contre le plan acier qui secoue la Lorraine depuis 1979, il rejoint le comité central du PCF à l'âge de seulement 33 ans, puis fait partie de ceux qui en critiquent la ligne politique : il est ainsi exclu du comité central en 1985. 
Il exerce ensuite de nombreuses responsabilités au sein des fédérations mutualistes, des institutions de Sécurité sociale et des organismes de santé. Il siège au conseil d'administration de la Caisse nationale de l'assurance maladie des travailleurs salariés ; il est l'un des promoteurs du projet d'offrir "une couverture complémentaire gratuite à environ 10 % de la population", qui se traduira par la loi sur la création d'une Couverture maladie universelle. Il préside la Fédération des mutuelles de France, qui regroupe environ 600 mutuelles et 300 réalisations sanitaires et sociales.
En 2017, il a publié un livre bilan, « Militants de la solidarité, une histoire de la Mutuelle familiale », puis, en 2019, une autobiographie.